# Marginella chalmersi
Marginella chalmersi је пуж из реда Neogastropoda и фамилије Marginellidae. То је морска врста, присутна око острва Сао Томе и Принципе.

## Угроженост
Подаци о распрострањености ове врсте су недовољни.